# Aduja
En náutica, la Aduja es cada una de las vueltas (o conjunto de las mismas) que hace el cable u otra cuerda oblonga. También es cada uno de los pliegues que forma una vela después de enrollada.

## Tipos
- Adujar: es recoger una cuerda o maroma en adujas para que ocupe menos lugar, o no estorbe ni se enrede. Se dice también de una vela que se recoge en la misma forma.

### Por el sentido
- Adujar al derecho: dar las vueltas de aduja hacia la derecha o en le sentido del torcido de la cuerda.
- Adujar en contra: dar las vueltas de aduja hacia la izquierda, o en sentido contrario a del torcido de la cuerda.

### Por la forma
- Adujar por igual: formar las adujas sin confusión y todas de un mismo tamaño.

- Adujar a la guacaresca: dar las vueltas de aduja oblongas.
- Adujar a la holandesa: dar las vueltas de aduja en forma espiral y sobre un mismo plano , empezando por el centro, donde se coloca la punta de la cuerda.